# Müller-berkiposzáta
A Müller-berkiposzáta (Horornis vulcanius) a madarak (Aves) osztályának sarlósfecske-alakúak (Apodiformes) rendjéhez, ezen belül a kolibrifélék (Trochilidae) családjához tartozó faj.

## Rendszerezése
A fajt Edward Blyth angol ornitológus írta le 1870-ben, a Sylvia nembe Sylvia vulcania néven. Egyes szervezetek a Cettia nembe sorolják Cettia vulcania néven.

## Alfajai
- Horornis vulcanius sepiaria (Kloss, 1931) – észak-Szumátra);
- Horornis vulcanius flaviventris (Salvadori, 1879) – közép- és dél-Szumátra);
- Horornis vulcanius palawana (Ripley & Rabor, 1962) – dél-Palawan;
- Horornis vulcanius banksi (Chasen, 1935) – északnyugat-Borneó;
- Horornis vulcanius oreophila (Sharpe, 1888) – észak-Borneó;
- Horornis vulcanius vulcania (Blyth, 1870) – Jáva, Lombok, Sumbawa;
- Horornis vulcanius kolichisi (Johnstone & Darnell, 1997) – Alor;
- Horornis vulcanius everetti (E. J. O. Hartert, 1898) – Timor.

## Előfordulása
Délkelet-Ázsiában, Brunei, a Fülöp-szigetek, Indonézia, Malajzia és Kelet-Timor területén honos.

## Megjelenése
Testhossza 13 centiméter.

## Életmódja
Kisebb gerinctelenekkel, pókokkal, bogarakkal, csigákkal és hangyákkal táplálkozik.

## Természetvédelmi helyzete
A Természetvédelmi Világszövetség Vörös listáján nem  szerepel.

## Külső hivatkozások
- Képek az interneten a fajról
- Xeno-canto.org